# Мухаммад Хаким-бий (аталык)
Мухаммад Хаким-бий (узб. Muhammad Hakim-biy; 1676, Бухарское ханство — 1743, Бухара Бухарское ханство) — узбекский государственный и военный деятель, дипломат, глава узбекского рода Мангыт, диванбеги — министр финансов (1712—1721), аталык — первый министр (1721—1743) Бухарского ханства. Был властным временщиком при Абулфейз-хане.
При Центрально-азиатском походе Надир-шаха, Мухаммад Хаким-бий был снабжен грамотой шаха, дававшей ему большие полномочия в Бухарском ханстве, после чего его стали называть «амири кабир» — «великим эмиром». В Бухаре фактически устанавливается двоевластие.
После поражения Бухары со стороны основателя династии афшаров Надир-шаха (1736—1747), фактическая власть в Бухаре оказалась в руках Мухаммада Хаким-бия. Абулфейз-хан (1711—1747) оказался в полной от него зависимости.

## Происхождение
Мухаммад Хаким-бий родился в семье представителя узбекской аристократии из рода мангыт Худаярбия.

## Политическая деятельность

### Борьба за политическое влияние узбекских племён в Бухарском ханстве
Начало усиления политического влияния представителей узбекской мангытской аристократии в Бухарском ханстве относится к началу XVII века. До 20-х годов XVIII века мангыты вели борьбу за влияние с другим могущественным узбекским племенем — кенагасами. Эта борьба продолжалась и после воцарения мангытской династии. Шахрисабзский оазис — с XVIII века центр кенагасов стал одним из сепаратистских очагов в ханстве. 
Реальный рост могущества мангытов произошел после назначения в 1712 году отца Мухаммед Хаким-бия, Худаяр-бия на пост аталыка. Мухаммед Хаким-бий занял пост диванбеги при дворе Абулфейз-хана. В 1715 — 16 годов Худаяр-бий был отстранен от должности по инициативе Ибрагим-бия из рода кенегесов. В 1719 — 20 годов после бегства Ибрагим-бия из Бухары Худаяр-бию, который находился в Балхе, разрешили вернуться к власти, дав ему в бекство Карши, что было результатом политики его сына Мухаммеда Хаким-бия.
При Абулфайз-хане центральная власть в Бухарском ханстве окончательно потеряла свое значение, и оно распалось на отдельные области. Владетели Самарканда, Ферганы, Ташкента, Балха, Бадахшана стали полностью независимыми правителями своих уделов. Управление страной почти полностью перешло в руки аталыка Мухаммад Хаким-бия, хотя впоследствии в связи с недовольством знати его всевластием аталык был удален в Карши. В делах управления государством воцарилась анархия.

### Всеобщее недовольство узбекской знати от господства аталыка в Бухарском ханстве
В 1721 году, Мухаммад-Хаким-бий, возведенный Абулфейз-ханом, в звание аталыка столицы, стал, таким образом, главою всех аталыков и всевластным временщиком при слабохарактерном хане. Сам Абулфейз-хан не обладал реальной властью. Господство Мухаммада Хаким-бия вызвало всеобщее недовольство узбекской знати.
Правитель Шахрисабза, эмир племени кенегес Ибрагим-бий, желая вырвать власть из рук Мухаммед-Хаким-бия, провозгласил в 1722 году в Самарканде ханом хивинского царевича Раджаба. Сам Ибрагим-бий стал при нём «эмиром над эмирами» (эмир-ул-умара).
Раджаб-хан, к которому присоединились многие эмиры, с большим войском выступил из Самарканда и двинулся на Бухару. Однако он не смог взять Бухару, обратился за помощью к казахам, обещая кочевникам богатую добычу в завоеванных областях. Казахи в это время переживали тяжёлые дни. Джунгарский хан Цэван Рабдан (1697—1726) во главе сильного войска весною 1723 года вторгся в Казахское ханство. В этом бедственном положении казахи охотно откликнулись на приглашение идти походом на богатые области Мавераннахра. В течение семи лет кочевые племена казахов и каракалпаков уничтожали посевы земледельцев Зерафшанской долины, не встречая никакого сопротивления, а тут еще добавилась саранча. Начался голод: люди ели траву, кошек, продавали своих детей, многие бежали из города. В Бухаре осталось только два населенных гузара. В 1730 году казахи покинули регион.
Абулфейз-хан пытаясь сосредоточить власть в руках, удалил из Бухары Мухаммед-Хакима, и аталык выехал в Карши. Однако этим он самостоятельности не смог добиться. Правители областей и отдельных районов держались независимо, зная, что над ними нет никакого контроля. Хан надеялся только на верность своей гвардии.
Во второй четверти XVIII века Бухарское ханство переживало смутное время. Страну раздирали бесконечные феодальные распри и междоусобицы. Народные массы выражали крайнее недовольство резким усилением налогового пресса и произвола господствующих классов и неоднократно поднимали антифеодальные восстания.

### Получение аталыком фактическую власть в Бухарском ханстве
При Абулфайз-хане внутренние неурядицы в Бухаре достигли наивысшего предела. Территория ханства значительно сократилась. От него отпала Ферганская долина, где образовалось самостоятельное Кокандское ханство. В результате обострения социальных противоречий углубляется хозяйственная разруха, резко ухудшается положение народа, усиливается децентрализация государства. По словам академика В. В. Бартольда, XVIII век «был критическим для всего мира мусульманства», включая, территорию Бухарского ханства. Этим воспользовался Афшарид Надир-шах, совершивший опустошительное нашествие на Бухару.
В 1740 году Надир-шах повёл войска в Мавераннахр. Он вступил в Балх, подошёл к Чарджоу и переправился на правый берег Амударьи. Во время похода правителя Ирана Надир-шаха Афшара в Мавераннахр в 1740 году Мухаммад Хаким-бий пошел на мирные переговоры с ним, сохранив, таким образом, страну от войны и усилив свою власть.
Абдалазим Сами в своём сочинении «История мангытских государей, правивших в столице, Благородной Бухаре» приводит следующее:

Вложив бразды правления государством в сильные руки Хаким-аталика мангыта, сына Худайар-аталика, отца Рахим-хана, Абу-л-Файз-хан сам, кроме праздности, чаши наслаждения и общения с юношами и женщинами, никакого иного дела не знал. В эту пору выступил и взошел на минбар завоевания мира Надир-шах афшар. Ради захвата Мавераннахра в 1155 (1742-43) году он переправился через реку Джайхун и послал грозное письмо в Бухару. Хаким-аталик, уставший от непристойных поступков хана и удрученный недостойным поведением его, в страхе подвергнуться казни, постоянно искал для себя удобного случая. Приход Надир-шаха он воспринял как небесную милость, тотчас же написал шаху любезное и радушное письмо и выразил готовность повиноваться ему. Сына своего, Рахим-бия, он отправил к Надир-шаху с достойными подарками и подношениями и побуждал шаха прибыть в Бухару.

Надир-шах со спокойной душой выступил вместе с Рахим-бием и, остановившись в местности Чахарбакр, в четверти фарсаха от города Бухары, раскинул там свое сарапарда. Так как у Абу-л-Файз-хана не было сил оказать сопротивление и сразиться, то по совету Хаким-аталика он выехал навстречу Надир-шаху и, повидавшись с ним, изъявил готовность покориться. Надир-шах оказал Абу-л-Файз-хану большие почести, обласкал его и породнился с ним.
Внутренние противоречия и вторжение Надир-шаха привели к падению династии Аштарханидов, Абулфайз изъявил покорность и был оставлен ханом. Фактическая власть в Бухаре оказалась в руках всемогущего Хаким-бия аталыка, принадлежавшего к многочисленному узбекскому племени мангытов. Не брезгуя никакими средствами, Хаким-бий настойчиво расчищал путь к трону своему молодому, энергичному сыну Мухаммед Рахиму.

## Семья
У Мухаммада Хаким-бия было пять сыновей: Мухаммад Бадал-бий, Курбан-мирахур (погиб в 1733), Мухаммад Рахим, Йав Кашти-бий, Барат-бий. Его третий сын, Мухаммад Рахим основал узбекскую династию Мангытов (1756—1920).

## Смерть
В 1743 г. умер Мухаммад Хаким-бий — наместник Надиршаха в Бухаре. Он был похоронен в специальной усыпальнице-дахме на кладбище Имама Абубакри Тархон, расположенного за воротами Мазар города Бухары. После его смерти, узбекские эмиры, не сдерживаемые теперь твердою рукой аталыка и пользуясь слабого Абулфайз-хана, подняли мятежи в разных местах государства.